# Poblat de l'Assut
El poblat de l'Assut és el nom d'un jaciment ibèric ilercavó situat al terme municipal de Tivenys (Baix Ebre), inclòs a l'Inventari del Patrimoni Arqueològic i Paleontològic de Catalunya.
Es troba a la sortida del congost de Barrufemes, a l'esquerra del riu Ebre i a uns 60 metres d'alçada sobre l'aigua.
És propietat de la Universitat Rovira i Virgili que va formalitzar-ne la compra l'any 2010.
Comprèn un espai habitable en forma triangular, d'uns 2.500 m² i un element defensiu format per una muralla constituïda per mòduls pseudocirculars juxtaposats, a l'oest, d'esquena al riu.
Durant la campanya arqueològica de l'any 2017 va descobrir-se la porta d'accés al poblat. Es tracta d'un sistema d'accés fortificat -vora la torre circular de la part alta del turó- amb un passadís de cremallera, integrat per dues portes, una d'externa que dona a un accés en forma d'essa, que connecta amb la porta possiblement coberta per on s'entrava directament al poblat.